# Вестервальзеде
Вестервальзеде (нім. Westerwalsede) — громада в Німеччині, розташована в землі Нижня Саксонія. Входить до складу району Ротенбург-на-Вюмме. Складова частина об'єднання громад Ботель.
Площа — 20,11 км2. Населення становить 752 ос. (станом на 31 грудня 2021).